# 西アッティカ県

西アッティカ県
Περιφερειακή ενότητα
Δυτικής Αττικής測地系: 北緯38度02分 東経23度32分 / 北緯38.033度 東経23.533度座標: 北緯38度02分 東経23度32分 / 北緯38.033度 東経23.533度

西アッティカ県（にしアッティカけん、Δυτική Αττική / Dytikí Attikí）は、ギリシャ共和国のアッティカ地方を構成する行政区（ペリフェリアキ・エノティタ）のひとつ。県都はエレフシナ。

## 地理

### 位置・広がり
アッティカ県の西部に位置し、アテネの首都圏に含まれる。

### 主要な都市・集落
人口1万人以上の都市には以下がある（人口はいずれも2001年国勢調査）。
- アスプロピルゴス（英語版）（アスプロピルゴス市） - 27,741人
- アノ・リオシア（英語版）（フィリ市） - 26,423人
- エレフシナ（エレフシナ市） - 25,863人
- メガラ（メガラ市） - 23,032人
- マンドラ（英語版）（マンドラ＝イディリア市） - 10,947人

県東北部のアノ・リオシアはアテネから市街地が連坦している。
- 古代エレウシスの遺跡（エレフシナ市）
- アノ・リオシアからアテネ方面の眺め
- キネタ（メガラ市）とサロニコス湾

## 行政区画

### 自治体（ディモス）

西アッティカ県の自治体

西アッティカ県は、以下の自治体（ディモス、市）から構成される。面積の単位はkm²、人口は2001年国勢調査時点。
|   | 自治体名             | 綴り            | 政庁所在地            | 面積  | 人口   |
| - | -------------------- | --------------- | --------------------- | ----- | ------ |
| 1 | エレフシナ           | Ελευσίνα        | エレフシナ (el)       | 37.1  | 29,868 |
| 2 | アスプロピルゴス     | Ασπρόπυργος     | アスプロピルゴス (el) | 102.0 | 27,741 |
| 3 | マンドラ＝イディリア | Μάνδρα-Ειδύλλια | マンドラ (el)         | 426.3 | 20,098 |
| 4 | メガラ               | Μέγαρα          | メガラ (el)           | 330.3 | 35,675 |
| 5 | フィリ               | Φυλή            | アノ・リオシア (en)   | 111.3 | 38,230 |

### 旧自治体（ディモティキ・エノティタ）

西アッティカ県の自治体

現在の西アッティカ県の地域は、かつてアッティカ県（ノモス）に属する行政区（ノマルヒア）であった。カリクラティス改革（2011年1月施行）にともない、地方（ペリフェリア）を構成する行政区（ペリフェリアキ・エノティタ）となっている。
下表の番号は右図と対応している。「旧自治体名」欄で※印を付したものはキノティタ、それ以外はディモス。「政庁所在地」欄で太字になっているものは、新自治体の政庁所在地となったものを示す。
|    | 旧自治体         | 綴り        | 政庁所在地       | 新自治体             |
| -- | ---------------- | ----------- | ---------------- | -------------------- |
| 1  | エレフシナ       | Ελευσίνα    | エレフシナ       | エレフシナ           |
| 2  | アノ・リオシア   | Άνω Λιόσια  | アノ・リオシア   | フィリ               |
| 3  | アスプロピルゴス | Ασπρόπυργος | アスプロピルゴス | アスプロピルゴス     |
| 4  | ヴィリア         | Βίλια       | ヴィリア (el)    | マンドラ＝イディリア |
| 5  | エリテス         | Ερυθρές     | エリテス         | マンドラ＝イディリア |
| 6  | ゼフィリ         | Ζεφύρι      | ゼフィリ         | フィリ               |
| 7  | マンドラ         | Μάνδρα      | マンドラ         | マンドラ＝イディリア |
| 8  | メガラ           | Μέγαρα      | メガラ           | メガラ               |
| 9  | ネア・ペラモス   | Νέα Πέραμος | ネア・ペラモス   | メガラ               |
| 10 | フィリ           | Φυλή        | フィリ (el)      | フィリ               |
| 11 | マグラ ※         | Μαγούλα     | マグラ           | エレフシナ           |
| 12 | イノイ ※         | Οινόη       | イノイ           | マンドラ＝イディリア |

- Διοικητική διαίρεση νομαρχίας Δυτικής Αττικής (πρόγραμμα Καποδίστριας) - 西アッティカ県の自治体・集落一覧（1999年 - 2010年）